# Bullberget
Bullberget är ett berg öster om Västerdalälvens dalgång vid Limedsforsen i Lima distrikt, Malung-Sälens kommun, Dalarna, Sverige. Det skogsbetäckta berget är 2 km långt med en topp som ligger ungefär 100 m över omgivningen och på en höjd av 626,6 meter över havet. Berget består främst av bergarten Öjediabas. Vid berget finns längdskidspår som sköts av idrottsföreningen Lima IF. Den mycket ovanliga växten hårig triangelfibbla (Hieracium multisigne) hittades på 1920-talet vid Bullberget, men återfanns inte 2007, troligtvis har den försvunnit på grund av trakthyggesbruk i området.